# Letinac
Letinac est une localité de Croatie située dans le Lika,dans la municipalité de Brinje, comitat de Lika-Senj. Au recensement de 2001, la localité comptait 211 habitants.

## Personnages célèbres de Letinac
- Damir Karakaš - écrivain et caricaturiste